# Cymodocella capra
Cymodocella capra är en kräftdjursart som beskrevs av Hurley och Jansen 1977. Cymodocella capra ingår i släktet Cymodocella och familjen klotkräftor.
Artens utbredningsområde är havet kring Nya Zeeland. Inga underarter finns listade i Catalogue of Life.